# 巴夏诺 (米兰广域市)
巴夏诺（義大利語：Basiano），是意大利米蘭廣域市的一个市镇。总面积5平方公里，人口3686人，人口密度737.2人/平方公里（2009年）。国家统计（ISTAT）代码为015014。